# Hall bei Admont
Hall bei Admont là một xã cũ thuộc huyện Liezen bang Steiermark, nước Áo. Đô thị Hall bei Admont có diện tích 50,72 km², dân số thời điểm cuối năm 2008 là 1834 người.
Tại đây có mỏ muối cổ nhất bang Steiermark, được đề cập trong tài liệu năm 931. Mỏ muối này hoạt động đến năm 1543.